# Ioana Sava

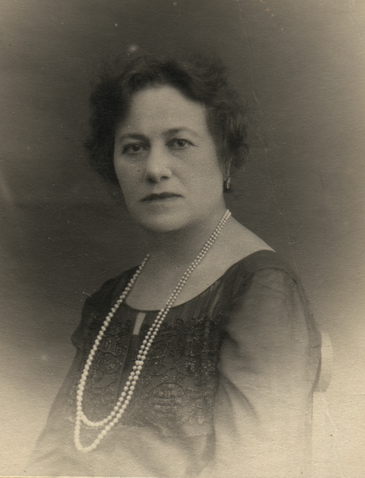
Jeanna (Ioana) Sava - fotografie din 1931

Ioana Sava (n. Ioana Gheorghe-Mărăcine,  la 4 iunie 1871, București — d. 20 septembrie 1953, București) a fost o jurnalistă care a publicat articole în domeniul educației, moralei și a condiției femeii în societate.  

## Biografie
Ioana (Jeanna) Sava, născută Gheorghe-Mărăcine, s-a născut pe 4 iunie 1871 în București ca una din cele patru fiice a lui Ion Gheorghe-Mărăcine (n. 1826), de profesie comerciant, și a d-nei Florea Gheorghe (n. 1838), de profesie muncitoare.
S-a căsătorit pe 2 iulie 1894 cu Vasile Sava. Din căsătorie au rezultat trei copii: dr. med. Valentin Sava, dr. jur. Aurel Sava, Silvia Stela Aurelia Sava. A decedat pe 20 septembrie 1953 la București, după ce casa i-a fost naționalizată în 1950  în disprețul legilor în vigoare iar ea a fost evacuată forțat la vârsta de 79 de ani.
Este înmormântată în București, la cimitirul Sfânta Vineri, figura 12, locul 11.

## Studii
Cunoștea foarte bine limba franceză. A vizitat Franța în timpul Expoziției Mondiale din anul 1900. A studiat pictura. La Paris a pictat printre altele și peisaje pe malul Senei. 

Jeanna (Ioana) Sava, Peisaj cu Sena, 1900

## Activitatea profesională
Până la căsătorie a fost de profesie telegrafistă.
După căsătorie, din cauza obligațiilor creșterii și educației celor trei copii, nu a mai putut lucra cu angajament, însă pe toată durata editării revistei lunare cu numele „Revista Telegrafică, Telefonică și Poștală” între 1907 și 1916 și după primul război mondial în „Revista Poștelor, Telegrafelor  și Telefoanelor" (reviste administrate și conduse redacțional de soțul său Vasile Sava) s-a ocupat aproape exclusiv ca jurnalistă de așa numita parte neprofesională a revistelor. În acest cadru, între 1907 și 1916 a publicat în fiecare număr numeroase articole referitoare la educație, morală, igienă, sfaturi medicale, pagini vesele. S-a ocupat de asemenea de situația femeii într-o societate care, la timpul respectiv, încă nu acorda dreptul de vot femeilor. În cadrul acestor teme a căutat și tradus multe articole sau fragmente din texte străine. Astfel au fost publicate în traducere, în mod succesiv în numerele revistei, cărțile Pour faire son chemin dans la vie (Pentru a reuși în viață) de Sylvain Roudés .  și Jules Fiaux, Comment réussir dans la vie ? (Cum sǎ reușești în viață),. 
Alături de dânsa au publicat în secțiunea „Partea neprofesională” și Florian I. Becescu, dr. P.I. Nicolescu din Ploiești și alții.